# Ines Swaelens
Ines Swaelens (Ternat, 1994), een Belgische politica, is sinds 2 december 2024 de eerste vrouwelijke burgemeester van Ternat. Ze is lid van de lokale partij ‘Voor Ternat’. 

## Opleiding
Van 2006 tot 2012 studeerde Ines Swaelens Humane Wetenschappen aan het Sint-Jozefsinstituut in Ternat. Hierna behaalde ze een Bachelor in Rechten (2015) en een Master in Internationaal en Europees Recht (2017) aan de Vrije Universiteit Brussel (VUB). Ze studeerde hierbij een semester aan Tilburg University in Nederland. Ten slotte volgde Swaelens in 2018 nog een bijkomende opleiding tot Data Protection Officer aan het Data Protection Institute.

## Loopbaan
Swaelens raakte actief in de politiek via de jeugdraad, waar ze voorzitter was van 2015 tot 2017. Later werd ze gemeenteraadslid en groeide ze door tot voorzitter van de gemeenteraad (2019-2021). In 2022 werd ze schepen van Vrije Tijd (jeugd, sport en cultuur), burgerparticipatie en communicatie. 
Tijdens de gemeenteraadsverkiezingen van 13 oktober 2024 leidde Swaelens de lijst van ‘Voor Ternat’. De partij haalde 40,2% van de stemmen en 12 van de 25 zetels. Ondanks het ontbreken van de absolute meerderheid, vormde Swaelens een coalitie met ‘VooruitGroenXL’, goed voor een nipte meerderheid van 13 zetels. Ze volgde haar voorganger, Michel Vanderhasselt, op als burgemeester en legde op 2 december 2024 de eed af. Naast haar rol als burgemeester is Swaelens bevoegd voor veiligheid, personeelsbeleid, burgerzaken, begraafplaatsen en intergemeentelijke samenwerking.
Professioneel werkte ze onder andere als parlementair medewerker en recruitment consultantin in het Vlaams Parlement. Vanaf 2021 werkte ze als auditor bij Audit Vlaanderen. Daarnaast was ze medeoprichter van het lokale initiatief High Five Ternat en zette zich op jonge leeftijd in als jeugdvertegenwoordiger bij de Verenigde Naties.

## Stijl en politieke visie
Swaelens wordt omschreven als een toegankelijke, verbindende politica. In haar beleid legt ze vooral de nadruk op participatie, duurzaamheid en transparantie. Bij haar eedaflegging  benadrukte ze het belang van een ‘bruisende, warme en duurzame gemeente’ waarin elke inwoner zich gehoord voelt.

## Persoonlijk
Naast haar politieke engagement deed ze als student al brede werkervaring op, onder meer in de sociale sector en de horeca. Ze werkte als medewerker in het woonzorgcentrum Sint Carolus vzw en in café de Nachtmis in Ternat. Volgens haar hebben die ervaringen haar sociale ingesteldheid en verantwoordelijkheidszin versterkt. 